# 格兰维尔叙里
格兰维尔叙里（法語：Grainville-sur-Ry，法語發音：[ɡʁɛ̃vil syʁ ʁi]，意为“里上方的格兰维尔”）是法国滨海塞纳省的一个市镇，属于鲁昂区。

## 地理
格兰维尔叙里（49°28'40"N, 1°18'1"E）面积5.38 平方千米，位于法国诺曼底大区滨海塞纳省，该省份为法国北部沿海省份，其西部及北部濒大西洋英吉利海峡，东起顺时针与索姆省、瓦兹省、厄尔省和卡爾瓦多斯省接壤。
与格兰维尔叙里接壤的市镇（或旧市镇、城区）包括：布兰维尔-克勒翁、里村。
格兰维尔叙里的时区为UTC+01:00、UTC+02:00（夏令时）。

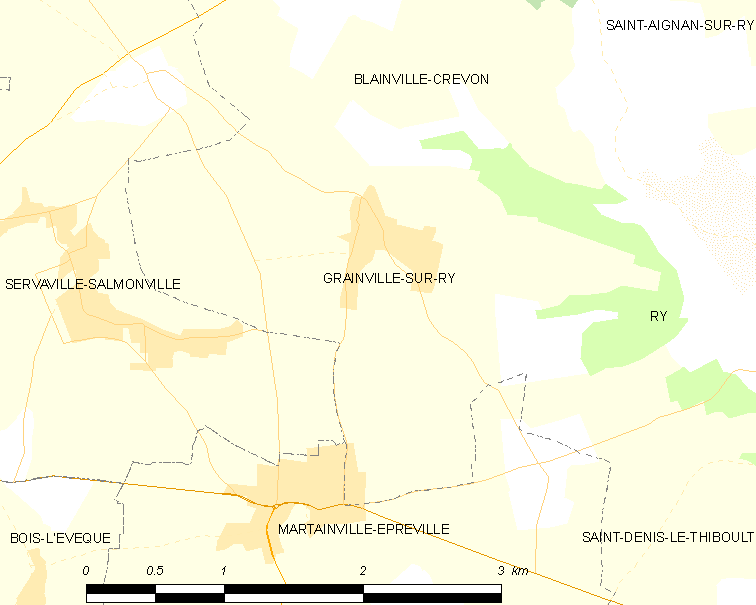
格兰维尔叙里的OSM定位图

## 行政
格兰维尔叙里的邮政编码为76116，INSEE市镇编码为76316。

## 政治
格兰维尔叙里所属的省级选区为勒梅尼勒埃纳尔县。

## 人口

1962-2008年间格兰维尔叙里人口变化图示

格兰维尔叙里于2022年1月1日时的人口数量为437人。